# 童夢奇緣
《童夢奇緣》是2005年陈德森执导、刘德华、黄日华和莫文蔚主演的以家庭亲情为表现内容的充满悲剧结局的童话故事片。

## 剧情介绍
由于光仔母亲的自杀，导致光仔整天闷闷不乐，他把原因归咎于是爸爸与新妈妈的错，所以整天与他们俩作对，并想要快快长大然后离家而去。
有一天，他在公园裏遇上了一个捡废瓶的老人，他有一种神奇的可以让生物快速成长的药水，光仔便设计偷到了手。一夜醒来，他果然长大了许多。一开始他很兴奋，因为可以做许多以前做不到的事情比如打球很好，不怕被别的同学欺负等等。但是慢慢地他才知道他会一直不停的长下去直至很快衰老而亡。于是他后悔极了，开始找那位老人希望能给他停止增长的解药，但是一直没找到。当他的爸爸找到并认出他的时候，他已经变成60岁的老人了。
最终光仔知道了他妈妈的真正死因，並原諒爸爸和新媽媽。

## 演員表
| 演員   | 角色           |
| 劉德華 | 陳智光         |
| 薛立賢 | 陳智光（童年） |
| 黃日華 | 陳文(光仔父親) |
| 莫文蔚 | 徐敏           |
| 應采兒 | Miss Lee       |
| 林家棟 | 周副校         |
| 詹培豪 | 大雄           |
| 王樹熹 | B仔            |
| 馮小剛 | 流浪漢         |
| 衛志豪 | 外景主持       |
| 杜汶澤 | 男警察         |
| 田蕊妮 | 女警察         |
| 張燊悅 | Miss Wong      |
| 李冰冰 | 光仔母親       |
| 劉一飛 | 大雄父親       |
| 蔡運華 | 大雄母親       |
| 李綺雯 | 啤酒女郎       |
| 陳志健 | 晨運客         |
| 李日昇 | 籃球員         |
| 張同祖 | 校工（祖哥）   |

## 歌曲
| 曲別   | 歌名         | 作曲   | 作詞   | 演唱   |
| 主題曲 | 《下次不敢》 | 金培达 | 刘德华 | 刘德华 |

## 票房
香港收获2016万港币，次于《头文字D》位列香港年度华语片第二位。中国大陆票房787.7万人民币。

## 奖项
| 頒獎典禮                   | 獎項                     | 名單           | 結果 |
| -------------------------- | ------------------------ | -------------- | ---- |
| 第25屆香港電影金像獎       | 最佳编剧                 | 张志光、陳淑贤 | 提名 |
| 第25屆香港電影金像獎       | 最佳男主角               | 刘德华         | 提名 |
| 第25屆香港電影金像獎       | 最佳女主角               | 莫文蔚         | 提名 |
| 第25屆香港電影金像獎       | 最佳原创电影歌曲：劉德華 | 下次不敢       | 提名 |
| 第11屆香港電影金紫荊獎     | 最佳编剧                 | 张志光、陳淑贤 | 提名 |
| 第11屆香港電影金紫荊獎     | 最佳男主角               | 刘德华         | 提名 |
| 第11屆香港電影金紫荊獎     | 十大華語片               | 童夢奇緣       | 獲獎 |
| 第11屆香港電影金紫荊獎     | 最受欢迎男主角奖         | 刘德华         | 獲獎 |
| 第12屆香港电影评论学会大奖 | 最佳女演員               | 莫文蔚         | 提名 |